# Escalament
L'escalament és un camp de la psicometria que té l'objectiu de construir escales de mesura.
L'escalament parteix de l'existència d'un continu latent o subjacent al llarg del qual els constructes psicològics i, sobretot, els objectes psicològics, s'ordenen de forma escalable. Aquest continu no es pot observar directament. A més suposa que els objectes psicològics (estímuls, subjectes o respostes) poden situar de forma ordenada al llarg d'aquest continu.

## Mètodes d'escalament
Segons el tipus d'estímul es pot parlar de:
- Mètodes d'escalament psicofísic
- Mètodes d'escalament psicològic